# Hogna balearica
Hogna balearica là một loài nhện trong họ Lycosidae.
Loài này thuộc chi Hogna. Hogna balearica được Tord Tamerlan Teodor Thorell miêu tả năm 1873.